# هيرولد جورج فيلهلم يوهانس
هيرولد جورج فيلهلم يوهانس (بالألمانية: Herold Georg Wilhelm Johannes Schweickerdt)‏ (و. 1903 – 1977 م) هو عالم نبات من ألمانيا . ولد في بادن فورتمبيرغ .
توفي في بريتوريا .